# Die Liebe der Danae
Die Liebe der Danae (L'amore di Danae) è un'opera in tre atti di Richard Strauss, in lingua tedesca, su libretto di Joseph Gregor, tratto dal lavoro del 1920, "Danae, or The Marriage of Convenience", di Hugo von Hofmannsthal. Strauss vi lavorò nel 1937, 1938 e nel 1939, visto che era contemporaneamente impegnato a completare Daphne, a sviluppare il libretto con Gregor e a sostituirsi a lui nella stesura dei testi per l'opera Capriccio. Nel frattempo si ammalò e poté riprendere la composizione soltanto nel 1940. L'opera venne completata il 28 giugno 1940.
Comunque, per una serie di ragioni compresa la percezione di Strauss del fallimento di Die Frau ohne Schatten, decise che "non si sarebbe dovuta mettere in scena nei teatri tedeschi prima della fine dell'ultima guerra". Il compositore rifiutò di autorizzare Clemens Krauss, al quale erano stati garantiti i diritti di dirigere la prima rappresentazione, a mettere in scena l'opera prima che fossero trascorsi almeno due anni dalla fine della seconda guerra mondiale.
L'opera è un ingegnoso intreccio di commedia e mitologia greca e l'atto finale "contiene la musica migliore, fatto riconosciuto dallo stesso Strauss."

## Storia delle esecuzioni

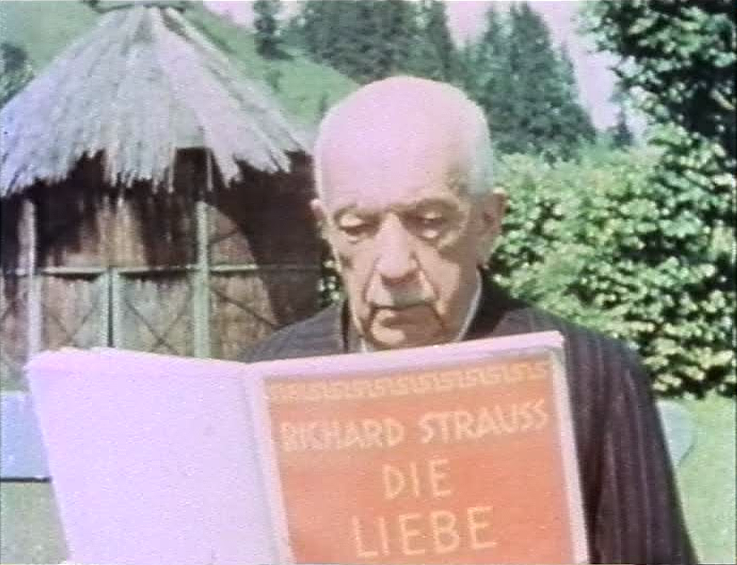
Strauss legge lo spartito di Die Liebe der Danae

Contraddicendo il suo rifiuto iniziale di consentire la prima esecuzione solo dopo la fine della guerra, sembra che Strauss avesse concesso a Clemens Krauss, già nel novembre 1942, l'autorizzazione ad eseguire l'opera, nell'ambito del Festival di Salisburgo. In una lettera al compositore, Krauss afferma che: "io potrei dirigere la prima in occasione del suo ottantesimo compleanno", che avrebbe avuto luogo l'11 giugno del 1944.
Furono presi accordi per mettere in scena l'opera per il ferragosto del 1944, ma, in seguito all'Attentato a Hitler del 20 luglio 1944, Joseph Goebbels dichiarò la "guerra totale" e ordinò la chiusura di tutti i teatri all'interno del Terzo Reich, non consentendo pertanto una messa in scena pubblica. Tuttavia venne permessa una sola prova generale a Salisburgo, diretta da Krauss, il 16 agosto, per consentire a Strauss e un pubblico di invitati la visione dell'opera. Durante una prova d'orchestra, prima della rappresentazione privata, Strauss scese nel golfo mistico per ascoltare da vicino l'intermezzo finale dell'ultimo atto. Rudolf Hartmann, produttore dell'opera, scrisse:
(Rudolf Hartmann)
Hartmann continuò a descrivere la scena:
(Rudolf Hartmann)
Negli anni più recenti, l'opera ha avuto solo sporadiche rappresentazioni, soprattutto a causa delle sue notevoli esigenze vocali e della complessità della messa in scena. Tuttavia gli intenditori di Strauss tendono ad avere un occhio di riguardo per il lavoro. L'eminente critico musicale e biografo di Strauss, Michael Kennedy, ha scritto:
(Michael Kennedy)
La prima esecuzione pubblica, sempre diretta da Krauss, venne data al Festival di Salisburgo il 14 agosto 1952, dopo la morte di Strauss avvenuta nel 1949. 
Il 25 settembre ebbe la prima al Theater an der Wien per lo Staatsoper diretta da Krauss con Paul Schöffler, Julius Patzak ed Esther Réthy.
La prima italiana avvenne l'8 dicembre successivo come L'amore di Danae diretta da Krauss con Agostino Lazzari seguita il 23 dicembre dalla prima al Semperoper di Dresda diretta da Krauss con la Réthy, Patzak e Schöffler, il 16 maggio 1953 al Palais Garnier di Parigi con la Réthy e Patzak ed alla Royal Opera House, Covent Garden di Londra il 16 settembre successivo, diretta da Rudolf Kempe con Leonie Rysanek.
La prima rappresentazione statunitense avvenne all'University of Southern California di Los Angeles il 10 aprile 1964 come The Love of Danae. 
Venne rappresentata anche nelle stagioni operistiche del 1982 e del 1985 al festival estivo dell'Opera di Santa Fe (Nuovo Messico) dirette dal fondatore della manifestazione e appassionato di Strauss John Crosby. 
Il Semperoper di Dresda ha dato tre rappresentazioni nel marzo del 2009. Nel 2006 Renée Fleming registrò l'interludio finale e l'aria di Danae dal III atto con l'orchestra del Teatro Mariinsky diretta da Valery Gergiev per la Decca in un album intitolato Homage: The Age of the Diva. Il Bard SummerScape Festival mise in scena l'opera nel 2011 con Meagan Miller nel ruolo della protagonista, con l'American Symphony Orchestra diretta da Leon Botstein e la regia teatrale di Kevin Newbury; La prima rappresentazione in lingua originale in Italia ha avuto luogo il 9 aprile 2025 al teatro Carlo Felice di Genova sotto la direzione di Michael Zlabinger con Angela Meade nel ruolo di Danae e di John Matthew Myers nel ruolo di Midas.

## Ruoli
| Ruolo                                                 | Voce                           | Cast della prima: 16 agosto 1944 (esecuzione privata) (Direttore: Clemens Krauss) | Prima esecuzione pubblica 14 agosto 1952 (Direttore: Clemens Krauss)   |
| ----------------------------------------------------- | ------------------------------ | --------------------------------------------------------------------------------- | ---------------------------------------------------------------------- |
| Giove                                                 | baritono                       | Hans Hotter                                                                       | Paul Schöffler                                                         |
| Mercurio                                              | tenore                         | Franz Klarwein                                                                    | Josef Traxel                                                           |
| Polluce, Re di Eos                                    | tenore                         | Karl Ostertag                                                                     | László Szemere                                                         |
| Danae, sua figlia                                     | soprano                        | Viorica Ursuleac                                                                  | Annelies Kupper                                                        |
| Xanthe, sua cameriera                                 | soprano                        | Irmgard Handler                                                                   | Anny Felbermayer                                                       |
| Mida, Re di Lidia                                     | tenore                         | Horst Taubmann                                                                    | Josef Gostic                                                           |
| Quattro regine: Semele Europa Alkmene Leda            | soprano mezzosoprano contralto | Maud Cunitz Stefania Fratnik Maria Cornelius Anka Jelacic                         | Dorothea Siebert Esther Réthy Georgine von Milinkovic Sieglinde Wagner |
| Quattro re, nipoti di Polluce                         | 2 tenori, 2 bassi              | Josef Trojan-Regar Walter Carnuth Georg Wieter Franz Theo Reuter                  | August Jaresch Erich Majkut Harald Pröglhöf Franz Bierbach             |
| Quattro guardie                                       | bassi                          |                                                                                   |                                                                        |
| Creditori, servi e seguito di Polluce e Danae, popolo |                                |                                                                                   |                                                                        |

## Trama
Danae, il cui padre Re Polluce è in bancarotta e assediato dai creditori, sogna un marito ricco in termini di una doccia di pioggia d'oro. Gli inviati reali tornano con la notizia che Mida, che può trasformare tutto in oro, ha deciso di corteggiare Danae, e annunciano il suo arrivo al porto. Danae riceve uno sconosciuto che è Mida travestito da suo servitore. Stranamente attratti l'un l'altro, si avviano verso il porto dove il presunto Re Mida (in realtà Giove desideroso di un'altra conquista femminile) saluta Danae. Giove si prepara per il suo matrimonio con Danae, ma, temendo di essere scoperto dalla moglie Giunone, costringe Mida a sostituirlo alla cerimonia. Quando Danae e Mida si abbracciano, Danae viene trasformata in una statua d'oro e Giove la rivendica come sua sposa divina. Tuttavia quando la sua voce chiede il mortale Mida, lei torna in vita, e gli amanti scompaiono nel buio. Giove annuncia che Mida sarà maledetto con la povertà. Mida, ritornato alla sua precedente esistenza come guidatore di un asino, rivela a Danae il suo patto con Giove, ma Danae ammette che è stato l'amore, piuttosto che il suo mantello d'oro che ha vinto il suo cuore. Giove paga i creditori di Polluce con una pioggia d'oro e, rendendosi conto che Danae è molto più di una fantasia amorosa che passa, fa un ultimo disperato tentativo di riconquistarla. Tuttavia, lei gli dà una ciocca di capelli, il suo ultimo possesso d'oro, e il dio accetta la sua perdita con un addio commovente.

## Registrazioni
| Anno | Cast: Giove, Mercurio, Polluce, Danae                                  | Direttore, Opera House e Orchestra | Etichetta                                                             |
| ---- | ---------------------------------------------------------------------- | --- | --------------------------------------------------------------------- |
| 1952 | Paul Schöffler, Josef Traxel, László Szemere, Annelies Kupper          | Clemens Krauss, Vienna Philharmonic Orchestra e Vienna State Opera Chorus (Registrazione Festival di Salisburgo, 14 agosto)                    | Audio CD: Melodram Cat: 37061; Orfeo Cat: C 292 923                   |
| 2000 | Peter Coleman-Wright, Michael Hendrick, William Lewis, Lauren Flanigan | Leon Botstein, American Symphony Orchestra e Concert Chorale of New York (Registrazione dal vivo alla Avery Fisher Hall, New York, 16 gennaio) | Audio CD: Telarc Cat: CD 80570                                        |
| 2003 | Franz Grundheber, Robert Chafin, Paul McNamara, Manuela Uhl            | Ulrich Windfuhr, Kiel Philharmonic Orchestra and the Kiel Opera Chorus (Registrazione da vivo al Kieler Schloss, Kiel, 2 e 11 aprile)          | Audio CD: cpo Cat: 999967-2                                           |
| 2011 | Mark Delavan, Thomas Blondelle, Burkhard Ulrich, Manuela Uhl           | Andrew Litton, Orchestra and Chorus of Deutsche Oper Berlin, (Registrazione a Berlino)                                                         | DVD: Arthaus Musik, Cat: 101 580 Blu-ray: Arthaus Musik, Cat: 108 032 |